# Leopoldo Alas

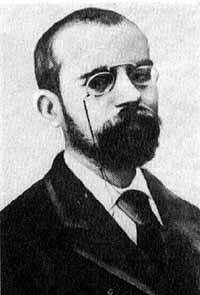
Leopoldo Alas, „Clarín“

Leopoldo Enrique García Alas Ureña, pseudoniem Clarín, (Zamora, 25 april 1852 - Oviedo, 13 juni 1901) was een Spaans schrijver en journalist, vooral beroemd geworden door zijn naturalistische roman La Regenta (1884-'85).

## Leven en werk
Alas bracht zijn jeugd door in Léon en Guadalajara en verhuisde in 1865 naar Oviedo, waar hij het grootste deel van zijn leven zou wonen. Hij studeerde er rechten en werd er uiteindelijk hoogleraar Romeins recht.
Alas ontwikkelde zich tot een vooraanstaand criticus. Hij was een fervent liberaal en voorstander van een republiek. Hij werd sterk beïnvloed door het Krausisme, een panentheïstische, humanistische stroming welke toentertijd in Spanje sterk opgang maakte. Hij keerde zich tegen het conservatisme en toonde zich een scherp, degelijk, maar naar huidige maatstaven breedsprakig essayist.
Alas werd het meest bekend door zijn twee grote romans, La Regenta (1884-85, onder dezelfde titel in het Nederlands vertaald) en Su único hijo (1890, Nederlands: Zijn eniggeboren zoon), beide geschreven onder het pseudoniem Clarin (letterlijk ‘Klaroen’). Met name La Regenta, geschreven in de naturalistische traditie, wordt nog steeds beschouwd als een van de belangrijkste romans uit de Spaanse literatuur van de negentiende eeuw en wordt wel vergeleken met Madame Bovary en Effi Briest.
Alas maakte ook naam als schrijver van novellen en korte verhalen. In 1889 schreef hij ook een nog steeds gewaardeerde studie over schrijver Benito Pérez Galdós. Hij overleed in 1901 aan tuberculose, op 49-jarige leeftijd.

### Essays
- Solos de Clarín (1881)
- La literatura en 1881 (1882)
- Sermón perdido (1885)
- Nueva campaña (1887)
- Ensayos y revistas (1892)
- Palique (1894)

### Romans
- La Regenta (1884-85); Nederlands: La Regenta
- Su único hijo (1890); Nederlands: Zijn eniggeboren zoon

### Verhalen en novellen

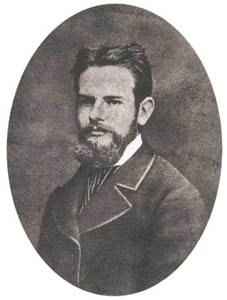
Alas in zijn jonge jaren

- Dos sabios
- El dúo de la tos
- El gallo de Sócrates
- En el tren
- En la droguería
- Un voto
- Adiós, Cordera
- Boroña
- Cuentos morales
- Cuervo
- De la Comisión
- Doble vía
- Doctor Angelicus
- Don Paco del empaque
- Doña Berta
- El Señor y lo demás son cuentos
- El doctor Pértinax
- El libro y la viuda
- El oso mayor
- El sombrero del cura
- Medalla -- de perro chico
- Pipá
- Speraindeo
- Superchería
- Tambor y gaita
- Un candidato
- Un repatriado